# 技术分析
技術分析（英語：Technical analysis）是指研究過去金融市場的資訊（主要是經由使用圖表）來預測價格的趨勢與決定投資的策略。純理論上，技術分析只考慮市場或金融工具真實的價格行為，在假設其價格會反應所有在投資者經由其他渠道得知前的所有相關因素的前提之下。
技術分析的基本信仰建立在「歷史會不斷重演」，並試圖藉由大量的統計資料來預測行情走勢。
技術分析被交易者和金融專家們廣為使用，且有些研究表示，在外匯市場裡，技術分析的使用要比「基本分析」要來得廣泛。尤金·法馬等學術界的人表示，技術分析的證據很少且可被效率市場假說所反駁，但美國聯邦準備理事會和學術界裡也有一些研究表示，支持技術分析的證據是存在著的。MIT金融專家羅耀宗說：「一些學術研究猜測......技術分析是一個從市場價格中擷取出有用資訊的有效方法。」但波頓·麥基爾亦說：「技術分析是學術界裡的詛咒。」

## 一般描述
技術分析師會辨別金融市場上的非隨機價格圖樣和趨勢，並企圖利用這些圖樣。在技術分析師所使用的各種方法和工具之中，價格圖表是最主要的一種。技術分析師特別會去尋找所謂的原型圖樣，例如知名的頭肩反轉型態，以及研究此類型的指標，如價格、成交量與價格的移動平均等。許多的技術分析師亦會依著投資者心理（市場氛圍）的指標來操作。
技術分析師尋求著預測價格趨勢的方法，以期從成功的交易中所得到的巨大獲利能勝過較多但較少損失的失敗交易，好讓獲利在長期中能經由風險控制和金錢管理得到正值。
技術分析有許多個學派。每個學派（如K線、道氏理論和艾略特波浪理論）的擁護者或許會忽略其他的理論，但許多交易者會同時使用一個學派以上的理論來做分析。技術分析師使用經由經驗所得到的判斷依據來決定特定的工具在一定時間內所顯示的圖樣，以及圖樣的解譯為何。技術分析師可能會不同意他們之間對一特定圖樣的解譯。
技術分析經常會和「基本分析」（研究一些分析師說能影響金融市場價格的經濟因素的理論）相衝突。純粹的技術分析表示，價格在投資者認知到它們之前就已經反應了所有的影響因素，因此只需研究價格本身的作用。有些交易者只使用技術分析或只使用基本分析，而有些人則同時使用這兩者來做決定如何交易。

台股加權指數技術線圖：
上圖為K線和其移動平均線（SMA，周期：5,10,20,60,120,240）；
下圖為成交量和其均量（周期：5,20）。

## 歷史
技術分析的原理導自於對金融市場上百年來行為的觀察。技術分析已知的一個最古老的例子為日本的交易者在18世紀時所使用的一種交易方法，這個方法演變成了K線，並成為今日最主要的圖表工具之一。
道氏理論主要是以道·瓊斯共同創辦人查爾斯·道主編的協同論文為基本而發展出來的理論，並激發出了19世紀末後現代技術分析的利用和發展。現代技術分析認為道氏理論是其始祖。
在近幾個世紀裡，比之前更多的工具和理論被發展了出來，且越來越重視電腦技術的應用。

## 原理
技術分析師認為市場價格會反應出所有的相關資訊，所以其分析比起在如新聞事件等「外部」，更偏向於在「內部」分析。價格行為亦會慣於重複其本身的模式，因為投資者會集體地頃向某個制式的行為－因此，技術分析師主要專注在趨勢和形態的認定上。

### 市場行為會將任何東西都給打折
基於所有相關資訊都已經反應在價格上的前提之下，技術分析師相信基本分析是多餘的－他們說新聞和新聞事件從來不會嚴重地去影響價格，且庫特勒、波特巴和薩莫斯所著的《What Moves Stock Prices?》這篇研究也支持此一論點。
|  | 在大多數巨幅回檔的日子裡，被指為是市場價格移動原因的資訊一般都不是特別地重要。相連數天的新聞報導亦無法對獲利或折現率為何會如此改變提出任何一種可信的看法。對於認定對重大的市場價格移動的基本因素，我們無能的地方在於，難以跟此類的因素和其他大部份在股市回檔中的變異量相一致。 |

### 隨著趨勢移動的價格
技術分析師相信有所謂的價格趨勢。技術分析師說市場會上漲、下跌或盤整。對價格趨勢的基本定義是道氏理論所提出的一個基礎。
其中一個例子是，時代華納從2001年11月到2003年8月間的股票價格，可以看得出來有很明顯的趨勢。一個認定此一趨勢的技術分析師或交易者便會尋找賣出這支股票的機會。時代華納的股價持續地下探。每當股價有一點回升時，賣家就會進場並賣出股票；因此形成了鋸齒狀的價格移動。一連串的「較低高點」和「較低低點」可以說是下跌趨勢的一個很童話式般的信號。換句話說，每當股價開始下探時，它都會跌破它之前的相對低點。而當股價開始探高時，它卻都無法突破它之前的相對高點。
要注意的是，這一連串的較低低點和較低高點從8月後不再出現。然後，時代華納的低價在這個月並沒有低於之前的相對低點。同一月份，高點亦等同於之前的相對高點。在技術分析師的眼裡，這是個很強的訊息，代表著下跌趨勢至少會稍微暫停，且有可能會停止，因此會在這時主動地停止再賣出這支股票。

### 歷史慣於重複
技術分析師相信，投資者會集體地重複他們之前的投資者的行為。「每個人都想要參與下一代的微軟」、「若股價又再次地回到50元，我就會去買它」、這家公司的技術將會使整個產業界掀起一波革命，所以它的股價將會一飛沖天」－這些都是投資者們重複不斷的觀點。對一個技術分析師來說，市場上的情緒也許是不理性的，但它們確定存在。因為投資者通常會重複他們的行為，所以技術分析師相信可以找到一些可確認（且可預測）的價格圖樣，並繪製出一個圖表來。
技術分析師不一定侷限在圖表中，也不總是只關心價格的趨勢而已。舉個例子，許多的技術分析師會監看投資者心理的報告。這些報告會估測出市場參與者們的態度，尤其是看空或看多。技術分析師利用這些報告來幫助他們判斷一個趨勢是將會持續下去，或會將會開始反轉；他們最能預測出會有一個改變的是在報告顯示出了一個極端的投資者心理時。例如，若報告顯示出絕大多數的人都看多時，上漲的趨勢就有可能會反轉－前提是看多的投資者都已經買進了股票（預測會有較高的價格）。而因為大多數的投資者都看多且已經下場投資，可以假設只剩少數一些的買家而已。其他則是多於這些買家的潛在型賣家，儘管市場上濃厚的看多氛圍。這一推論猜測股價將會開始下跌。此即為反向投資法的一個例子。

## 產業
在全球，技術分析師的這個產業是由國際技術分析師聯盟（IFTA）來代表的。在美國是由市場技術分析師協會（MTA）和美國專業技術分析師協會（AAPTA）來代表，而在加拿大則是由加拿大技術分析師公會來代表。

## 技術分析的使用
許多的交易者說順著趨勢交易是在金融和商品市場中最有效的一種獲利方法。約翰·亨利、拉里·海特、艾德·史克達、理查·丹尼斯、威廉·埃克哈特、維克特·史柏安德奧、麥克·馬可斯和保羅·都德·鍾斯（有些在傑克·史瓦格所著的《金融怪傑》這本書中被稱為金融怪傑）他們都靠著使用技術分析和其概念而累積了巨額的財富。技術分析師喬治·藍恩（George C. Lane）說出了華爾街中最受歡迎的其中一個句子－「趨勢是你的朋友」。
許多的非套利算法交易系統仰賴著遵循趨勢的概念，被許多對沖基金利用著。較近的趨勢（研究上的或實作上的）已是不斷複雜化的自動交易策略的發展方向。這些通常依靠基本的技術分析原理（大綱請見算法交易）。

## 系統交易和技術分析

### 神經網路
從第一個可實用的型式於90年代初期出現之後，人工神經網路即迅速地普及了起來，並以模擬生物的神經網路製造出了適應人工智慧的軟體系統。它們因為可以學習偵測資料裡的複雜模式而流行了起來。以數學的語言來說，它們是一般非線性函數逼近器，意指若給與正確的資料且將其正確地派置，就可以獲到並模擬任何的輸入/輸出關係。這不只是移除了人類解釋圖表或一串產生輸入/輸出訊息的規則的需要而已，亦提供了通往基本分析的一個橋樑，因為其中的輸入可以換成基本分析中的變數。
另外，當人工神經網路是一個真正的非線性統計模型時，其精確性和預測能力便可以經由數學和經濟兩方面來測試。在許多的研究中，用來產生交易訊息的神經網路的效利大幅地超越買持策略，以及傳統的線性技術分析方法。
因為此類系統深奧的數學本性，使得用於金融分析的神經網路大多都還停留在學術界裡。但最近幾年，已經有越來越多對使用者友善的神經網路軟體開始出現。

### 循規交易
循規交易是指以嚴謹且明確的規則來訂定交易計畫的過程。不同於其他的一些技術分析方法或是大部份的基本分析，循規交易定義了一組決定整場交易的規則，只留下最少的人為決策。
例如，一個交易者可能訂下一個規則：當某一投資工具的價格收在50天移動平均之上時，即做多；若在其之下的話，則做空。

## 质疑
華爾街日報歐洲版說：「不管技術分析是不是真的有用......在華爾街裡總是有著一些爭議。一些投資者相信不可能去預測市場的漲跌。學術研究也已顯示，當大多數的人們（不管是專家或是新手）嘗試進出股市以擊敗市場的波動時，通常都將是以失敗結尾。」同一篇文章中也顯示一些技術分析師是如何能在同一時間做出相矛盾的預測的。

### 缺乏證據
對技術分析的批評者亦包含一些知名的基本分析師。例如，彼得·林奇曾說：「圖表是預測過去的絕佳工具。」沃倫·巴菲特也曾說：「當我把圖表上下顛倒卻得不出一個不同的答案後，我知道技術分析不會有用」以及「如果過去的所有歷史都可以放入賽局裡面的話，最富有的人將會是圖書館員。」 （页面存档备份，存于）
另有一些學術界的人說技術分析是有些許的預測能力的，但有其他研究顯示它會產生過度的反轉。例如，可量化的幾種技術分析模式（如使用神經網路的非線性預測）已被證實偶爾會產生出顯著性差異的預測結果。美國聯邦準備理事會中的一份有關短期匯率的支撐線和壓力線的工作報告「提供了一個很強的證據顯示這些線可以幫助預測單日內的趨勢震盪」，儘管「這些線的預測能力會隨著匯率及公司不同而不同」。
Cheol-Ho Park跟Scott H. Irwin參閱了95份有關技術分析獲利率的現代研究，且說他們找到56份正向的結果、20份負向的結果和19份正負參半的結果：「儘管有正向的結果......大多數經驗上的研究都會有如資料蒐評、交易規則或檢索技術受到過去影響的選擇、以及風險和交易成易估計的困難等測試程序上的諸多問題。將來的研究必須要應付這些測試上的缺陷，以求能夠提供技術分析決策獲利率的決定性證據。」
然而，對此問題的全面研究已由阿姆斯特丹經濟學家傑文·格里芬（Gerwin Griffioen）做過：「對美國、日本和大多數西歐的股市指數來說，遞迴樣本外預測程序並不會顯示出有何利益，只要多加了一點交易成本的話。甚至若有足夠多的交易成本（由資本資產定價模型來估計）時，技術分析在幾乎所有的股市指數中便都無法顯示出有顯著性差異的風險校正樣本外預測能力。」

#### 效率市場假說
效率市場假說（EMH）和技術分析的基本原則相矛盾，因為它認為過去的價格無法被有利益地使用來預測未來的價格。因此，效率市場假說只在技術分析無效時才得以成立。經濟學家尤金·法馬在1970年時於《Journal of Finance》上表示了有關EMH的論文，說：「在短期，效率市場假說的證據是廣泛的，而（在經濟學上有點不統一）反證則是零星的。」EMH的支持者們認為若價格可以很快地反應所有的相關資訊，就不會有任何方法（包括技術分析）可以「擊敗市場」。影響價格的因素總是隨機地出現，且無法預知。
技術分析師則說EMH忘記了市場是如何運作的，其中有許多的投資者會基於他們自身過往的獲利和思維等經驗來做判斷。因為未來的股價會因投資者的判斷而有強烈的影響，技術分析師宣稱這只可以推出過去的價格會影響未來的價格此一結論。他們亦指出行為金融學上的研究，尤其是人們並不會有由EMH所以為的那種理性的參與者。對此，技術分析師從很長以前就曾說過：「不理性的人類行為會影響股票的價格」，且這個行為會導致可預測的輸出。作家大衛·阿朗森將行為金融學的理論混合了技術分析的實務，說：
|  | 考慮情緒的作用、認知錯誤、不理性的偏愛和群體行為等因素，行為金融學提供了對市場為何有過度變動和以陳舊的資訊策略為何可以得到多餘的利益等的精簡說明……。認知錯誤亦可被用來解釋造成系統性價格移動的市場無效率的存在，如此便可允許客觀的技術分析方法能有效地運作。 |

EMH的支持者回答，雖然單一的市場參與者不會總是理性（或擁有完整情報）地行動，但他們的總體決定會互相抵消掉，最後產生出一個理性的輸出（樂觀的人買股票且期望價格會更高，悲觀的人則會賣股票，所以會互相抵消，而將價格保持在平衡的狀態）。同樣地，完整的情報也會被反應在價格上，因為所有的市場參與者都會一起將他們自己所擁有的，但不完整的情報帶進市場裡面來。

#### 隨機走勢假說
隨機走勢假說可以由較弱的效率市場假說中導出，其假設每個市場參與者都會完全地知道所有包含於過去價格波動的資訊（但不需要其他的公開資訊）。在《漫步華爾街》一書中，普林斯頓經濟學家波頓·麥基爾曾說過如模式分析等技術分析工具終將會自行毀壞：「問題在於，一旦如此的規律性被市場參與者們知道了以後，人們就會朝向避免此規律在未來重現的方式去行動。」
技術分析師說效率市場假說和隨機走勢假說都忽略了市場的真實狀況，在其之中的參與者們並不是完全地理性的（他們可以貪婪、過度冒險等），且現今的價格移動也沒有獨立於以往的價格移動（技術分析師指出和時代華納相似的圖表）。批評者們回應說，每個人都可以在事情過後找到某些模式，但這不能證明這些模式就是可預測的。技術分析師仍維持其立場，認為兩種理論在如指數套利、統計套利以及其他許多的交易系統等交易策略上都是無效的。

#### 没有恒常股价图形
在2012年《Journal of Investing》刊登了一篇报道，经过统计学的分析，K线股价图形的存在是不能排除，但它们却没有如市面所说的恒常和共同，也就是说没有必赢的经典K线股价图形。

## 圖表及指數
下表為較廣為人所知的技術分析概念：
- K線
- 移動平均（MA）
- 缠中说禅（中国大陆特色的一种方法）
- 相對強弱指數（RSI）
- 隨機指標（KD）
- 指數平滑異同移動平均線（MACD）
- 乖離率（BIAS）
- 真實波動幅度均值
- 布林帶
- 一目均衡表
- 艾略特波浪理論和斐波那契回调
- 累積／分佈指數
- 支撐線和壓力線
- 趨勢線
- 突破
- 商品通道指數
- 引掛模式
- 動量
- 金錢流
- 平衡成交量／能量潮（OBV）
- 拋物轉向系統 (SAR)
- 軸點分析
- 點線圖
- Trix指標

## 参見
- 技术分析
  - 移動平均（MA）
  - 随机指标（KD）
  - 威廉指標（W%R）
  - 相對強弱指數（RSI）
  - 乖離率（BIAS）
  - 動向指數（DMI）
- 市場趨勢
- 景氣循環
- 市場分析
- 交易者
- 獲利率
- 算法交易
- 時機交易
- 盒狀價差交易
- 外匯模擬器
- 超大循環浪
- 技術分析軟體
- 程式交易

## 外部連結
- International Federation of Technical Analysts （页面存档备份，存于）
- Singapore: Technical Analysts Society (Singapore) （页面存档备份，存于）
- United States: CMT Association （页面存档备份，存于）
- United Kingdom: Chart Pattern （页面存档备份，存于）